# Nowy Podleś
Nowy Podleś (pronunciación en polaco: /ˈnɔvɨ ˈpɔdlɛɕ/, en casubio: Nowi Pòdles) es un pueblo ubicado en el distrito administrativo de Gmina Kościerzyna, dentro del Condado de Kościerzyna, Voivodato de Pomerania, en Polonia del norte. Se encuentra aproximadamente a 4 kilómetros al sureste de Kościerzyna y a 51 kilómetros al suroeste de la capital regional Gdańsk.
Para detalles de la historia de la región, véase Historia de Pomerania.
El pueblo tiene una población de 106 habitantes.